# Château de Servigny
Le château de Servigny est une demeure, des XVIe et XVIIe siècles remaniée au XIXe siècle, qui se dresse, dans le Cotentin, sur le territoire de la commune française d'Yvetot-Bocage dans le département de la Manche, en région Normandie. L'édifice est partiellement inscrit au titre des monuments historiques.

## Localisation
Le château est situé à 1 kilomètre au nord-est de l'église Saint-Georges d'Yvetot-Bocage, dans le département français de la Manche.

## Historique
Le château est construit au XVIe siècle.
En 1629, le domaine de Servigny est adjugé contre la somme de 23 000 livres à Guillaume Plessard, procureur du roi en la vicomté de Valognes. À sa mort, le domaine échoit à son fils Jacques Plessard, lieutenant général au bailliage de Cotentin, déjà seigneur de Négreville et de Pont-Rilly, qui le recèdera à son tour à son frère Robert Plessard, curé de Saint-Martin-le-Hébert. Ce dernier le revendra au troisième fils de Guillaume, Antoine Plessard, conseiller du roi.
En 1740, il est acquis par René Abaquesné de Parfouru. Dans la seconde moitié du XIXe siècle, Gaston Abaquesné de Parfouru et son épouse Marie-Charlotte de Mésenge, agrandissent et modernisent le château dans un style néo-Renaissance mâtiné de néo-XVIIe siècle, avec l'aide de l'architecte rouennais Eugène Barthélémy, qui ajoute un pavillon latéral et éventre le bâtiment d'origine et y construit un pavillon central du même style. Le chantier sera achevé en 1880.
En 1872, on plante un vaste parc à l'anglaise, autour du château, comprenant : palmiers, cyprès, eucalyptus, cèdre du Liban, sequoias, etc.

### Seconde Guerre mondiale
Après la libération de Valognes intervenue le 20 juin 1944, le général américain Lawton Collins commandant le 7e corps d'armée américain installe son PC au château sorti indemne des combats et bombardements avant l'assaut sur Cherbourg.
Le 26 juin 1944 à 16 heures, le gouverneur allemand de Cherbourg, Von Schlieben, réfugié dans les abris creusés sous la rue Saint-Sauveur à Cherbourg, se rend au général Manton S. Eddy et est conduit à Servigny, dans un des salons du premier étage, ou Lawton Collins le contraint à signer la reddition de Cherbourg. Le lendemain, le 27 juin c'est au tour du général Robert Sattler, adjoint de von Schlieben, commandant des troupes retranchées dans l'arsenal, d'être emmené à Servigny. Collins reviendra à Servigny notamment en 1974 et 1984 pour les grands anniversaires du Débarquement.

### Après guerre
Le château, qu'il a reçu de son oncle Géraud de Féral, est en 2020 la possession du comte Arnaud de Pontac et de son épouse Bérangère.

## Description
Le château de Servigny, du XVIIe siècle, fortement remanié au XIXe siècle, se présente sous la forme d'un logis flanqué de deux pavillons. Le pavillon principal construit en 1683, en avancée, s'ouvre par deux portes à arc surbaissé. Le pavillon nord est quant à lui flanqué par quatre tourelles. Des niches centrales renferment des bustes mythologiques. Les combles s'éclairent par des fenêtres surmontées de frontons triangulaires, alors que ceux des tourelles sont circulaires. Du manoir du XIVe siècle, subsiste une tourelle d'escalier accolée à l'arrière du château.
Le fronton du château est surmonté par des armes doubles avec un casque taré de trois-quarts. Elles figurent les armes de Gaston Abaquesné de Parfouru (1837-1886) : d'azur à la fasce d'or accompagnée de trois étoiles de même, et de Marie-Charlotte de Mésenge (1846-1901) : de gueules à trois merlettes d'or, à la bordure de sable.
Un porche crénelé, du XVIe siècle, témoin du rôle défensif du château complète l'ensemble.
Dans le jardin, on peut voir deux serres, dont la plus grande porte le monogramme « PM », pour Parfouru/Mésenge, et la seconde bénéficie d'un chauffage bois ou charbon. La ferme attachée au domaine est composée d'écuries, d'une laiterie, d'un pressoir, d'un poulailler, etc.
C'est probablement au château de Servigny que Jules Barbey d'Aurevilly situa l'action d'une nouvelle des Diaboliques : Le bonheur dans le crime.
Intérieurs
Au rez-de-chaussée, on trouve les pièces de service : cuisine, laverie, lampisterie, lingerie, etc. ; au premier étage, les appartements avec salons, boudoir, cabinet de toilette ; au second et troisième étage, les chambres des domestiques. Modernisé, il accueille des chambres d'hôtes. On y trouve entre autres, dans la bibliothèque une cheminée en marbre de Carrare provenant du palais des Médicis à Florence, boiseries, un escalier central avec sa rampe en fer forgé du XVIIIe siècle.

## Protection
Les façades et toitures ; le salon du premier étage avec son décor dans lequel a été signée, le 26 juin 1944, la capitulation allemande dite traité de Servigny, sont inscrits par arrêté du 7 novembre 1979.

## Visite et hébergement
Le château, propriété privée, n'est pas accessible au public, sauf à de rares occasions ou des cérémonies y sont organisées pour commémorer la libération de Cherbourg. Des chambres d'hôtes peuvent y être louées.